# نهر توكانتين
نهر توكانتين (بالإنجليزية: Tocantins River)‏ هو نهر يقع شمال شرق أمريكا الجنوبية في الجزء الشرقي، من وسط البرازيل، يبلغ طوله 2450 كم، ينبع من أواسط ولاية غوايز البرازيلية، من السفوح الغربية للهضبة الشرقية في البرازيل ويتجه نحو الشمال الشرقي، من معظم مجراه، ثم نحو الشمال، ليرفد الجنوبي لنهر الأمازون المسمى بارا، وذلك قبيل مصبه في خليج بارا في المحيط الأطلسي، أهم روافده العديدة، التي تنبع من الهضبة البرازيلية الشرقية من هضبة ماتوغروسو.